# Myrmecium bifasciatum
Myrmecium bifasciatum is een spinnensoort uit de familie van de loopspinnen (Corinnidae).
De wetenschappelijke naam van de soort werd in 1874 als Myrmecia bifasciata gepubliceerd door Władysław Taczanowski.

## Synoniemen
- Myrmecium velutinum Simon, 1896
- Myrmecium gounellei Marusik, Omelko & Koponen, 2015